# She Married a Cop
She Married a Cop ist eine US-amerikanische Filmkomödie aus dem Jahr 1939 unter der Regie von Sidney Salkow. Das Drehbuch soll auf einer Originalgeschichte von Edmund Seward basieren, dessen Grundidee Eingang in den Film gefunden hat.

## Handlung
Linda Fay und ihr Chef, Bob Adams, die die New Yorker Niederlassung der Mammoth Studios betreuen, suchen für einen Zeichentrickfilm nach einer Singstimme für Paddy, das Schwein. Aus diesem Anlass, veranstaltet Linda Castings in ihrer Wohnung, was bei ihren Nachbarn weniger gut ankommt. Einer derer, die sich gestört fühlen, ruft sogar die Polizei. Officier Jimmy Duffy empfiehlt Linda, besänftigend auf Joe Nash, von dem der Anruf kam, einzuwirken. Duffy und Linda treffen auf einem Polizeifest wieder aufeinander, wo Jimmy den Sängern Tipps fürs richtige Singen gibt. Linda ist von seiner schönen Stimme sehr angetan und kann auch Bob, ihren Pianisten Sidney und die Sekretärin Mabel Dunne davon überzeugen, dass Jimmy genau die Stimme sei, die sie für ihren Cartoon benötigen. Daraufhin spricht Linda mit Jimmy, verschweigt ihm aber, dass er seine Stimme, Paddy, dem Schwein, leihen soll und lässt ihn in dem Glauben, einen ernsthaften schauspielerischen Auftritt zu bekommen. Längst haben sich Linda und Jimmy ineinander verliebt. Bob, der Linda ebenfalls liebt, ist zwar eifersüchtig, gibt Jimmy aber trotzdem einen Vertrag. Euphorisch zeigt Jimmy den Vertrag seiner Familie und kündigt an, dass er den Dienst bei der Polizei quittieren werde. Jimmys Eltern sind zwar besorgt, haben der Begeisterung ihres Sohnes aber nichts entgegenzusetzen. Einen Tag vor der Premiere des Films heiraten Linda und Jimmy. Noch immer hat die junge Frau ihm nicht gestanden, was auf ihn zukommt. Als Eltern, Freunde und Jimmys Kollegen von der Polizei erwartungsvoll im Kinosaal sitzen, um dann Jimmys Stimme aus der Schnauze eines Schweins zu vernehmen, das obendrein auch noch in eine Uniform gekleidet ist, können sich vor allem seine ehemaligen Kollegen vor Lachen kaum halten. Jimmy selbst ist bis ins Mark getroffen. Nachdem er die Nacht auswärts verbracht hat, wirft er Linda am nächsten Morgen vor, dass sie ihn nur geheiratet und hingehalten habe, damit er nicht aus dem Vertrag aussteige. Es kommt zum Zerwürfnis zwischen beiden und in der Folge zu Missverständnissen. Der Cartoon mit Jimmys Stimme ist inzwischen zu einem Hit geworden und das Publikum verlangt nach einer Fortsetzung. 
Jimmys Familie würde es gern sehen, dass das junge Paar sich wieder versöhnt. Jimmys Schwester Trudy sieht eine Gelegenheit, als sie in Lindas Wohnung Bilder für den neuen Zeichentrickfilm erblickt, unter denen sich ein Bild befindet, das Linda mit dem Titel versehen hat: Darf ich ihnen James Duffy Jr. vorstellen? Als Trudy, nachdem sie Lindas Wohnung verlassen hat, von neugierigen Reporter belagert wird, setzt sie die Nachricht in die Welt, dass Linda schwanger sei. Als Jimmy davon in der Zeitung liest, eilt er sofort zum Studio, wo Linda gerade mit weiteren Zeichnungen von Paddys zukünftigen Kindern beschäftigt ist. Als er Linda gegenüber seine Freude äußert, dass Paddy nun Vater werde, gesteht sie ihm, während er sie zärtlich umarmt, dass auch er bald einer sein werde.  

## Produktion und Hintergrund
Die Dreharbeiten dauerten vom 12. Mai bis Ende Mai 1939. Am 12. Juli 1939 hatte der Film Premiere in den USA. Als Produktionsfirma und Vertriebsgesellschaft fungierte Republic Pictures Corp. Der Film hatte die Arbeitstitel Fighting Irish und Laughing Irish Hearts, Cartoon Lover sowie Love’s a Fable.
Laut Hollywood Reporter war anfangs Nancy Carroll als weibliche Hauptdarstellerin für She Married a Cop vorgesehen und Leonard Fields als Regisseur.

## Musik im Film
– Text jeweils von Ralph Freed, Musik von Burton Lane –
- I Can’t Imagine
- I’ll Remember
- Here’s to Love

## Auszeichnungen
Cy Feuer war 1940 für die „Beste Filmmusik“ für einen Oscar nominiert. Das Rennen machten jedoch Richard Hageman, William Franke Harling, John Leipold und Leo Shuken mit ihrer Musik für den Western Ringo.